# Station Maarsbergen

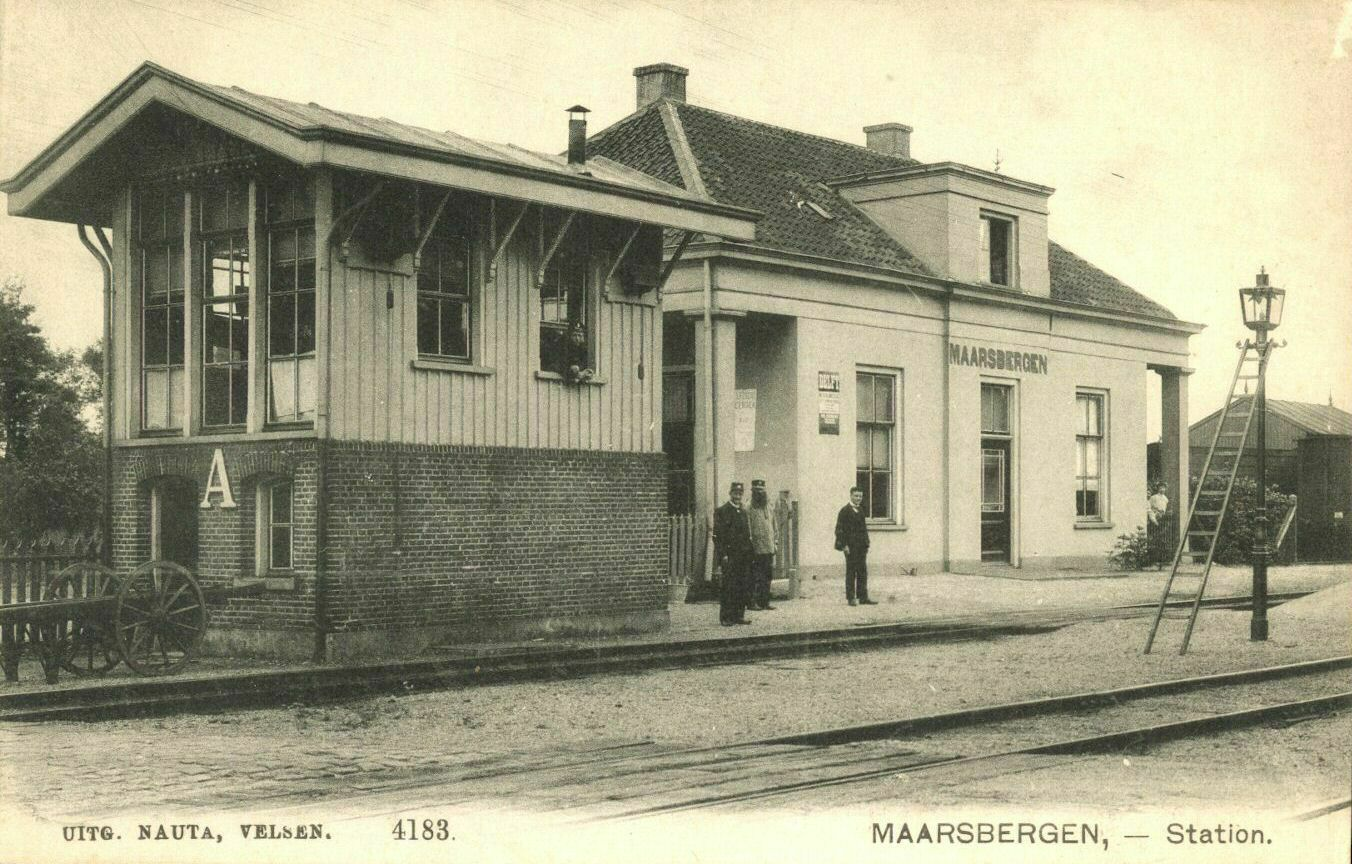
Station Maarsbergen tussen 1910 en 1920

Station Maarsbergen is een voormalige spoorweghalte aan de spoorlijn Utrecht - Arnhem, gelegen in de huidige gemeente Utrechtse Heuvelrug.
Maarsbergen was het eindpunt van verschillende diligencediensten, waardoor de plaats gelijktijdig met de openstelling van de spoorlijn werd voorzien van een eigen halte. Vanaf oktober 1852 stopten in de zomerdienstregeling vier treinen en in de winterdienstregeling drie treinen per dag in Maarsbergen.
Met de heropening van station Bunnik en verplaatsing van het station Maarn in 1972 besloot de NS station Maarsbergen te sluiten. Op het drukke traject was een extra stop niet in te passen. Hierom werd het kleinste station, Maarsbergen, gesloten.
Abcoude · 
Amersfoort:
-Centraal · 
-Schothorst · 
-Vathorst · 
Baarn · 
Bilthoven · 
Breukelen · 
Bunnik · 
Den Dolder · 
Driebergen-Zeist · 
Hoevelaken · 
Hollandsche Rading ·
Houten · 
-Castellum · 
Leerdam · 
Maarn · 
Maarssen · 
Rhenen · 
Soest · 
-Zuid · Soestdijk · 
Utrecht:
-Centraal · 
-Leidsche Rijn · 
-Lunetten · 
-Maliebaan · 
-Overvecht · 
-Terwijde · 
-Vaartsche Rijn · 
-Zuilen · 
Veenendaal: 
-Centrum · 
-West · 
Vleuten · 
Woerden
Voormalige stations: zie de lijst van voormalige spoorwegstations in Utrecht